# Філіппова Лідія Василівна
Лідія Василівна Філіппова (нар. 17 червня 1949, село Нова Маячка, тепер селище Олешківського району Херсонської області) — українська радянська діячка, бригадир електрозварників виробничого управління «Каховсільбуд» Херсонської області. Депутат Верховної Ради УРСР 11-го скликання.

## Біографія
Освіта середня.
З 1967 року — електрозварниця, з 1976 року — бригадир електрозварників виробничого управління «Каховсільбуд» міста Нова Каховка Херсонської області.
Потім — на пенсії в місті Нова Каховка Херсонської області.

## Нагороди
- ордени
- медалі